# KK Međimurje Čakovec
KK Međimurje je hrvatski košarkaški klub iz Čakovca.

## O klubu
Korijeni kluba su 1962. godine kad su nakon europskog prvenstva u Beogradu skupina srednjoškolaca koje je okupio Miro Martinec zaigrala košarku u ondašnjem DTO Partizanu. Desetljeće je vremena postojala ta košarkaška sekcija. Koncem 1971. ljubitelji košarke iz Partizanove košarkaške sekcije odlučili su da ne žele više biti samo sekcija DTO Partizan, nego biti samostalni klub. Osnivačka skupština košarkaškog kluba Čakovec (današnjeg KK Međimurja, razlikovati od današnjeg KK Čakovca ) održala se 20. siječnja 1972. godine.
1997./98. nosili su ime sponzora Vajde te pobijedili u A-2 ligi i plasirali se u 1. ligu. Te 1997. proglašeni su za najbolju momčad Međimurske županije.
Seniori su krajem sezone 2011./12. postali prvacima hrvatske A-2 lige – Sjever.
Isto tako, u sezoni 2015/2016 ponovo postaju prvaci A-2 lige – Sjever.

## Poznati igrači
Hrvatski reprezentativci iz Međimurja:
- Goran Kalamiza
- Davor Ostoja, kadetski hrvatski reprezentativac
- Matija Novak, kadetski hrvatski reprezentativac
- Goran Fodor, kadetski i juniorski hrvatski reprezentativac (bronca s EP 2008.)
- Andro Svaty

## Vanjske poveznice
- kk-medjimurje.hr
- ksvz.hr, KK MEĐIMURJE  Arhivirana inačica izvorne stranice od 22. siječnja 2022. (Wayback Machine)
- mnovine.hr, KK Međimurje